# Milan Bičík
Milan Bičík (* 17. prosince 1949 Jablonné nad Orlicí) je český politik, počátkem 21. století poslanec Poslanecké sněmovny Parlamentu ČR za Kraj Vysočina, člen KSČM a stínový ministr školství a tělovýchovy této strany.

## Vzdělání, profese a rodina
Základní školu vychodil v rodném městě. Po maturitě na SVVŠ v Králíkách vystudoval v roce 1972 Pedagogickou fakultu v Hradci Králové s aprobací matematika, fyzika.
Je ženatý. Sňatek měl roku 1972 a pak se s manželkou (rovněž učitelka) přestěhoval na Vysočinu. Mají dva syny. V letech 1973 – 1983 vyučoval na několika základních školách v okrese Havlíčkův Brod (Slavíkov, Chotěboř, Havlíčkova Borová, Přibyslav, Havlíčkův Brod). V letech 1983 – 1985 působil jako tajemník OV Svazu československo-sovětského přátelství. V letech 1986 – 1990 vedl organizační odbor Okresního národního výboru v Havlíčkově Brodě, po revoluci se vrátil k původní profesi a učil na ZŠ ve Wolkerově ulici v Havlíčkově Brodě.

## Politická kariéra
Do KSČ vstoupil v roce 1968, členem KSČM se stal v roce 1990.
V komunálních volbách roku 1994, komunálních volbách roku 1998, komunálních volbách roku 2002, komunálních volbách roku 2006 a komunálních volbách roku 2010 byl zvolen do zastupitelstva města Havlíčkův Brod za KSČM. Profesně se uvádí jako učitel, k roku 2010 jako místopředseda ÚV KSČM. V senátních volbách roku 2000 kandidoval neúspěšně za senátní obvod č. 44 - Chrudim. Získal 16,03 % hlasů a nepostoupil do 2. kola.
Ve volbách v roce 2002 byl zvolen do poslanecké sněmovny za KSČM (volební obvod Kraj Vysočina). Byl členem sněmovního výboru pro vědu, vzdělání, kulturu, mládež a tělovýchovu. Mandát obhájil ve volbách v roce 2006. Nadále zasedal ve výboru pro vědu, vzdělání, kulturu, mládež a tělovýchovu a byl rovněž členem výboru pro obranu. V letech 2006–2010 zastával post místopředsedy poslaneckého klubu KSČM. V parlamentu setrval do voleb v roce 2010. Je spoluautorem návrhu centrálního registru docentů a profesorů, pro VŠ pedagogy, aby úředníci z MŠMT hlídali, zda nemá výuku na jiných školách a dodržuje úvazek 1,1 Rovněž aby byl VŠ pedagog prokádrován výhradně podle publikací v impaktovaných časopisech a ne podle toho, zda umí učit.